# چوب‌خزک
چوب‌خزک(نام علمی: Dendrocolaptidae) نام یک تیره از کلاد شاه‌مرغ‌سانان است.